# Jordan Letschkow
Jordan Letschkow Jankow (bulgarisch Йордан Лечков Янков, wiss. Transliteration Jordan Lečkov Jankov; * 9. Juli 1967 in Straldja, Bezirk Jambol) ist ein ehemaliger bulgarischer Fußballspieler, Politiker der Partei GERB und ehemaliger Bürgermeister der Stadt Sliwen.

## Leben
Mit zehn Jahren begann Letschkow, Sohn eines Lastwagenfahrers und einer in der Schulverwaltung angestellten Mutter, mit dem Fußballspielen. Sein erster Verein war der FK Sliwen. Mit 18 Jahren wurde er Profi und gewann 1990 mit dem FK Sliwen den bulgarischen Pokal. Im Jahr 1991 wechselte der Mittelfeldspieler zum ZSKA Sofia. 1992 gewann Letschkow mit dem ZSKA den bulgarischen Pokal und wechselte anschließend zum Hamburger SV. Bei der Weltmeisterschaft 1994 erreichte Letschkow als Nationalspieler mit Bulgarien den vierten Platz; er erzielte das entscheidende Kopfballtor im Viertelfinale gegen Deutschland.
Nach der WM 1994 kam er beim HSV wenig zum Einsatz. Letschkow äußerte Abwanderungsgedanken und wurde im Mai 1995 von den Hamburgern freigestellt. Ein Wechsel kam zunächst nicht zustande, in der Vorbereitung auf das Spieljahr 1995/96 wurde er wieder ins HSV-Aufgebot aufgenommen. Felix Magath, der Anfang Oktober 1995 Benno Möhlmann als HSV-Trainer ablöste, setzte anders als sein Vorgänger wieder auf den Bulgaren. Allerdings geriet Letschkow dann auch unter Magath wieder aufs Abstellgleis, war hochbezahlter Ersatzspieler und wurde vom HSV zum Verkauf angeboten. Im April 1996 platzte seine Rückkehr zu ZSKA Sofia an Letschkows Forderungen.
Letschkow wechselte im Sommer 1996 zu Olympique Marseille, wo er bis 1997 blieb. Danach spielte er noch für ein Jahr bei Beşiktaş Istanbul. Anschließend beendete er seine sportliche Karriere. Insgesamt bestritt er 45 Länderspiele.
Letschkow ist verheiratet und hat zwei Söhne. Im Jahr 2003 wurde er Bürgermeister von Sliwen, 2008 wurde er in seinem Amt bestätigt und 2011 abgewählt. Im April 2010 wurde eine Untersuchung gegen ihn wegen Vorwürfen des Amtsmissbrauchs eingeleitet. Im Januar 2013 wurde er zu einer zweijährigen Haftstrafe verurteilt. Im November 2013 wurde das Urteil jedoch wieder aufgehoben. Heute ist Letschkow Vizepräsident des Bulgarischen Fußballverbands BFS.

## Auszeichnungen
- 1990 wurde er als Meister des Sports ausgezeichnet.
- 1994 erhielt er die Stara Planina-Medaille durch Bulgariens Präsident Jelio Jelev.
- 1994 wurde er Ehrenbürger von Sliwen.